# 選ばれし者
「選ばれし者」（原題: Chosen）は、『バフィー 〜恋する十字架〜』の最終回。膠着状態を打開するためバフィーは地獄への奇襲を考案する。

## ストーリー
強敵ケイレブを倒したバフィーはエンジェルとの再会を喜ぶ。しかし、ケイレブは度重なる改造で人ではなくなっていた。復活したケイレブをバフィーは鎌で一刀両断にする。バフィーが戦っている間、スパイクのそばにはバフィーの姿をしたファーストが付き添っていた。バフィーにアミュレットを手渡し、ファーストとの最終決戦に参加することを希望するエンジェルに対し、バフィーはスパイクと一緒に戦いたいと述べ、エンジェルはロサンゼルスに去っていく。自宅で休養をとるバフィーの前にケイレブの姿をしたファーストが現れる。翌日、バフィーは候補生たちに、ウィローの魔力を利用して一気に決着をつけることを提案する。
地獄
スレイヤーの血を流すことにより地獄の門を開いたバフィー。地獄の底では無数のトルクハンが犇いていた。ウィローの魔力によりスレイヤーと化した候補生とともに、バフィーはトルクハンたちと戦うが、背後から胴を刺される。形勢は不利だったが、アミュレットの放つレーザーでトルクハンは消滅、サニーデールは全壊し、クレーターと化す。

## キャスト

### メイン・キャスト
俳優（役名/声優）の順。
- サラ・ミシェル・ゲラー（バフィー・アン・サマーズ / 水谷優子）
- ニコラス・ブレンドン（ザンダー・ハリス / 鳥海勝美）
- アリソン・ハニガン（ウィロー・ローゼンバーグ / 大坂史子）
- ジェームズ・マースターズ（スパイク / 堀川仁）
- エマ・コーフィールド（アンヤ・ジェンキンズ / 髙月希海）
- ミシェル・トラクテンバーグ（ドーン・サマーズ / 寺田はるひ）

### 特別ゲスト
- アンソニー・スチュワート・ヘッド（ルパート・ジャイルズ / 金尾哲夫）
- エリザ・ドゥシュク（フェイス・レーヘン / 湯屋敦子）
- ネイサン・フィリオン（ケイレブ）

### ゲスト
- D・B・ウッドサイド（ロビン・ウッド校長）
- デヴィッド・ボレアナズ（エンジェル / 堀内賢雄）
- サラ・ヘイガン（アマンダ）
- トム・レンク（アンドリュー・ウェルズ）
- インディゴ（ローナ）
- イアリ・リモン（ケネディ）

### 助演
- クリスティ・ウー（シャオアン）
- デニア・ラミレス（カリダ）
- フェリシア・デイ（バイ）
- デミトラ・レイヴィン（バッターボックスに立つ少女）
- ケリー・ウィーラー（生徒）
- メアリー・ウィルチャー（シャノン）
- アリー・マツムラ（日本人の少女）
- ケイティ・グレイ（インド人の少女）
- ジュリア・リン（力を得た候補生）
- リサ・アン・カバサ（負傷している少女）
- ジェナ・エドワーズ（トレイラー・ガール）

## 音楽
- ロバート・ダンカン - "Every Girl, A Slayer"
- ロバート・ダンカン - "Slayer Victory"
- ロバート・ダンカン - "The Final Fight"